# S-13 (razzo)
L' S-13 (in cirillico: C-13) è un razzo non guidato di origine sovietica, sviluppato negli anni '70 ed entrato in servizio presso le forze armate sovietiche nel 1983.
Progettato per l'impiego da velivoli ad ala fissa e rotante contro mezzi corazzati e fortificazioni, ha un diametro di 122 mm ed è collocato all'interno di razziere sub-alari con capacità da 5 razzi ciascuna. È ancora oggi impiegato nelle forze armate della Federazione Russa.
Sviluppato in numerose versioni ciascuna dalle caratteristiche peculiari, ricordiamo quelle con testata HEAT, ad alto potenziale, fumogena ed incendiaria.

## Utilizzatori

### Presenti
- Russia

### Passati
- Unione Sovietica